# Vito Mannone
Vito Mannone (sinh ngày 2 tháng 3 năm 1988) là một cầu thủ bóng đá người Ý hiện đang chơi ở vị trí thủ môn. Trước đây Mannone từng thi đấu cho Arsenal, Barnsley, Hull City, Sunderland, Reading, Minnesota United và Esbjerg fB.

## Sự nghiệp
Vito Mannone khởi nghiệp tại câu lạc bộ Atalanta của Ý và gia nhập Arsenal vào mùa hè năm 2005. Do không ký hợp đồng chuyên nghiệp khi còn thi đấu tại Ý nên Arsenal chỉ phải trả cho Atlanta 350.000 bảng tiền đền bù.
Do khi đầu quân cho Arsenal mới 17 tuổi nên Mannone chỉ được bắt chính ở đội dự bị của Arsenal. Anh ra mắt Arsenal trong trận giao hữu tiền mùa giải 
gặp câu lạc bộ Barnet vào ngày 16 tháng 7 năm 2005. Ngày 18 tháng 8 năm 2006, Mannone chuyển sang khoác áo Barnsley theo dạng cho mượn. Hai tháng sau, hợp đồng cho mượn bị chấm dứt do anh gặp chấn thương đầu gối và phải trở lại Arsenal để điều trị.
Ngày 19 tháng 12 năm 2007, Mannone ký hợp đồng chuyên nghiệp với Arsenal. Trước khi mùa giải 2008-2009 bắt đầu, Arsenal đã công bố số áo của các cầu thủ, Mannone nhận áo số 24 của thủ môn Manuel Almunia, còn Almunia kế thừa chiếc áo số 1 của Jens Lehmann.

## Thống kê sự nghiệp
Tính đến 16 tháng 10 năm 2015.
| Câu lạc bộ           | Mùa giải             | Giải đấu | Giải đấu | Cúp quốc gia | Cúp quốc gia | Châu Âu | Châu Âu | Tổng cộng | Tổng cộng |
| Câu lạc bộ           | Mùa giải             | Trận     | Bàn      | Trận         | Bàn          | Trận    | Bàn     | Trận      | Bàn       |
| -------------------- | -------------------- | -------- | -------- | ------------ | ------------ | ------- | ------- | --------- | --------- |
| Barnsley (mượn)      | 2006–07              | 2        | 0        | 2            | 0            | –       | –       | 4         | 0         |
| Arsenal              | 2007–08              | 0        | 0        | 0            | 0            | 0       | 0       | 0         | 0         |
| Arsenal              | 2008–09              | 1        | 0        | 0            | 0            | 0       | 0       | 1         | 0         |
| Arsenal              | 2009–10              | 5        | 0        | 0            | 0            | 3       | 0       | 8         | 0         |
| Arsenal              | 2010–11              | 0        | 0        | 0            | 0            | 0       | 0       | 0         | 0         |
| Hull City (mượn)     | 2010–11              | 10       | 0        | 0            | 0            | –       | –       | 10        | 0         |
| Hull City (mượn)     | 2011–12              | 21       | 0        | 2            | 0            | –       | –       | 23        | 0         |
| Arsenal              | 2011–12              | 0        | 0        | 0            | 0            | 1       | 0       | 1         | 0         |
| Arsenal              | 2012–13              | 9        | 0        | 0            | 0            | 4       | 0       | 13        | 0         |
| Tổng cộng Arsenal    | Tổng cộng Arsenal    | 15       | 0        | 0            | 0            | 8       | 0       | 23        | 0         |
| Sunderland           | 2013–14              | 29       | 0        | 7            | 0            | –       | –       | 36        | 0         |
| Sunderland           | 2014–15              | 10       | 0        | 3            | 0            | –       | –       | 13        | 0         |
| Sunderland           | 2015–16              | 0        | 0        | 1            | 0            | –       | –       | 1         | 0         |
| Tổng cộng Sunderland | Tổng cộng Sunderland | 39       | 0        | 11           | 0            | 0       | 0       | 50        | 0         |
| Tổng cộng sự nghiệp  | Tổng cộng sự nghiệp  | 87       | 0        | 15           | 0            | 8       | 0       | 110       | 0         |